# Roxanne Shante

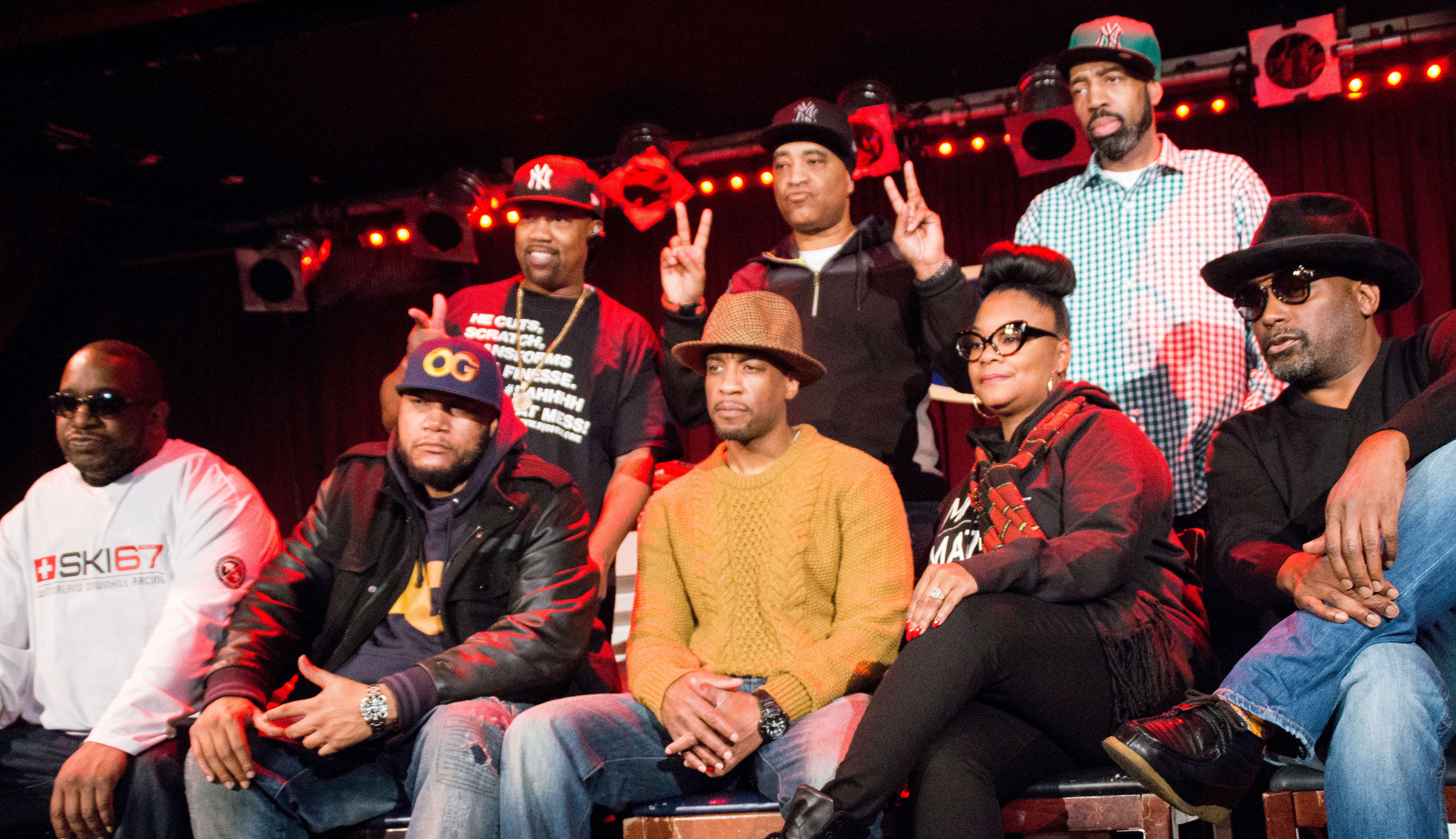
Roxanne Shante con otros miembros del Juice Crew

Roxanne Shante (nacida como Lola Shanté Gooden) (Nueva York, Estados Unidos; 5 de marzo de 1970) es una música y compositora especializada en hip hop y rap. Nacida y criada en el distrito metropolitano de Queens, Nueva York, Shante obtuvo gran atención a través de la Roxanne Wars y como integrante del mítico colectivo de Rap Juice Crew.

## Carrera y vida tempranas
Shante Nació Lola Shanté Gooden en Queens, Nueva York. Empezó  a rapear en la edad de nueve años y cambió su nombre de Lolita a Roxanne a los catorce.

## Discografía

### Álbumes
- Hermana mala (1989)
- La Puta Está de vuelta (1992)
- "Canciones más grandes" (1995)

### Recopilaciones
- Colores (álbum de banda sonora) (1988)
- Flaco encima Me (álbum de banda sonora) (1989)
- Ciudad de chicas (álbum de banda sonora) (1996)

## Cine
Netflix le dedicó una película biográfica de título Roxanne Roxanne en el año 2018.